# Hoplolathys
Hoplolathys is een monotypisch geslacht van spinnen uit de  familie van de Dictynidae (kaardertjes).

## Soort
- Hoplolathys aethiopica Caporiacco, 1947